# Tu'er Shen
Tu'er Shen (kinesiska 兔兒神) är en taoistisk gud inom kinesisk mytologi. Han avbildas som en hare, som traditionellt har varit en kinesisk eufemism för homosexuella män.
De första omnämnandena av Tu'er Shen kommer från poeten Yuan Mei som samlade ihop sagor och spökhistorier på 1700-talet till verket Zi bu yu. Enligt folksagan var Tu'er Shen en lågt rankad officer, Hu Tianbao, som blev kär i en ung kejserlig inspektör. Hu blev fast för att ha kikat in i inspektörens badrum och inspektören avrättade Hu med en hacka. En månad efter detta hade inspektören en dröm där en hare kom till honom. Haren var Hu som sade att undre världens kung hade gjort honom till en gud vars ansvar var att skydda män som älskar andra män..
Det finns ett tempel tillägnat Tu'er Shen i stadsdelen Yonghe, Taipei som är världens enda heliga plats där man ber till en gud för de homosexuella. Det är möjligt att gifta sig i templet. Ensamma människor kan be om kärlek och partner..